# 黄花白头翁
黄花白头翁（学名：Pulsatilla sukaczevii），为毛茛科白头翁属下的一个种。

## 扩展阅读
維基物種上的相關：黄花白头翁